# Afonso de Espanha (1941-1956)
Afonso de Bourbon (Roma, 3 de outubro de 1941 – Estoril, 29 de março de 1956), foi um Infante da Espanha, filho mais novo de João, Conde de Barcelona e de sua esposa, a princesa Maria das Mercedes de Bourbon. Neto do rei Afonso XIII, era irmão do rei Juan Carlos I da Espanha.

## Vida
Afonso nasceu em Roma, Itália, filho mais novo de Juan de Bourbon, Conde de Barcelona e Maria das Mercedes de Bourbon-Duas Sicílias e Orleãens. Dentro da sua própria família, ele foi chamado de Alfonsito para distingui-lo dos restantes membros da família com o mesmo nome, Alfonso. 
Afonso quando ainda era apenas um bebé, a sua família mudou-se para Lausanne, na Suíça, onde viveu no Villa Les Rocailles. Em Fevereiro de 1946, a família mudou-se para Portugal.
Em 1947, Afonso visita Espanha pela primeira vez, a convite do General Francisco Franco. Em 1950, ele e o seu irmão Juan Carlos, foram estudar para Espanha. Primeiramente, viveram em San Sebastián em que havia uma escola privada aí estabelecida no Miramar Palace. Em Junho de 1954, foram recebidos pelo general Franco no Palácio de El Pardo. Posteriormente, Juan Carlos e Afonso frequentaram a academia militar em Zaragoza.

## Morte e enterro
Em Março de 1956, Juan Carlos, Afonso e os seus pais encontravam-se em Villa Giralda, no Estoril, Portugal, para as férias da Páscoa (1 de Abril). Na Quinta-feira Santa, Afonso morreu num acidente. A Embaixada de Espanha em Portugal emitiu um comunicado oficial: 
«Mientras su Alteza el Infante Alfonso limpiaba un revólver aquella noche con su hermano, se disparó un tiro que le alcanzó la frente y le mató en pocos minutos. El accidente se produjo a las 20:30, después de que el Infante volviera del servicio religioso del Jueves Santo, en el transcurso del cual había recibido la santa comunión.»
Enquanto Sua Alteza o Infante Afonso limpava um revólver naquela noite com o seu irmão, disparou-se um tiro que o atingiu na testa e matou-o em poucos minutos. O acidente ocorreu às 20:30, após o regresso do Infante do serviço religioso da Quinta-feira Santa, durante o qual tinha recebido a santa comunhão.
Muito rapidamente, no entanto, os rumores que surgiram nos jornais era que a arma tinha sido efectivamente disparada por Juan Carlos no momento em que o tiro foi despedido. Josefina Carolo, empregada da mãe de Afonso, disse que Juan Carlos apontou a pistola a Afonso e puxou o gatilho, ignorando que a pistola estava carregada. Bernardo Arnoso, um amigo português de Juan Carlos, também disse que Juan Carlos disparou a pistola não sabendo que estava carregada, e acrescentando que fez ricochete num muro acertando em Afonso na face. Helena Matheopoulos, um autor grego, que falou com a irmã Pilar, disse que Afonso tinha saído da sala e quando ele retornou e empurrou a porta aberta, a porta golpeou Juan Carlos no braço, fazendo disparar a pistola. 
Tem havido várias histórias sobre a origem da pistola. A mais frequentemente repetida é que ela foi dada a Afonso pelo General Franco. 
O funeral de Afonso foi realizado no Sábado Santo e foi presidido pelo Monsenhor Fernando Cento, Núncio Apostólico em Portugal. Ele foi sepultado no cemitério municipal em Cascais, Portugal. Em 1992, foi re-enterrado no Panteão dos Príncipes do El Escorial, perto de Madrid.